# پایگاه هوایی کپتن گران اولانو مورنو
پایگاه هوایی کپتن گران اولانو مورنو (به انگلیسی: Captain Germán Olano Moreno Air Base) (به زبان بومی: Base Aérea Capitán Germán Olano Moreno) یک فرودگاه نظامی: پایگاه نیروی هوایی با کد یاتا PAL است که یک باند فرود آسفالت دارد و طول باند آن ۳۰۴۴ متر است. این فرودگاه در کشور کلمبیا قرار دارد و در ارتفاع ۱۷۳ متری از سطح دریا واقع شده‌است.